# Экзюперий из Байё
Экзюперий (фр. Exupère, лат. Exuperius), или Спирий (фр. Spire, Soupir, Soupierre, лат. Spirius; умер в 405 году) — епископ Байё, святой (день памяти — 1 августа).

## Биография

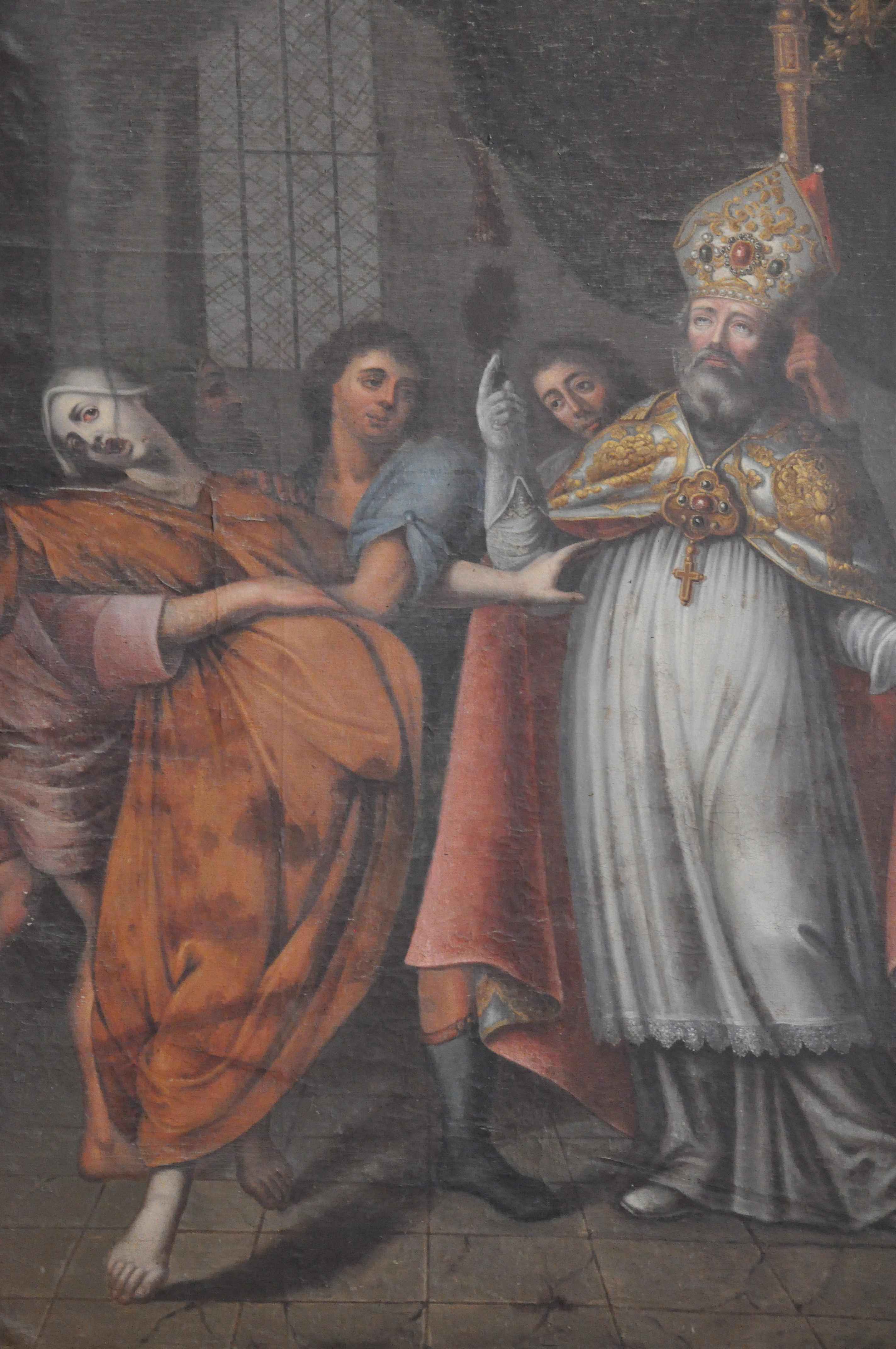
Святой Экзюперий изгоняет бесов из одержимой. Собор Байё

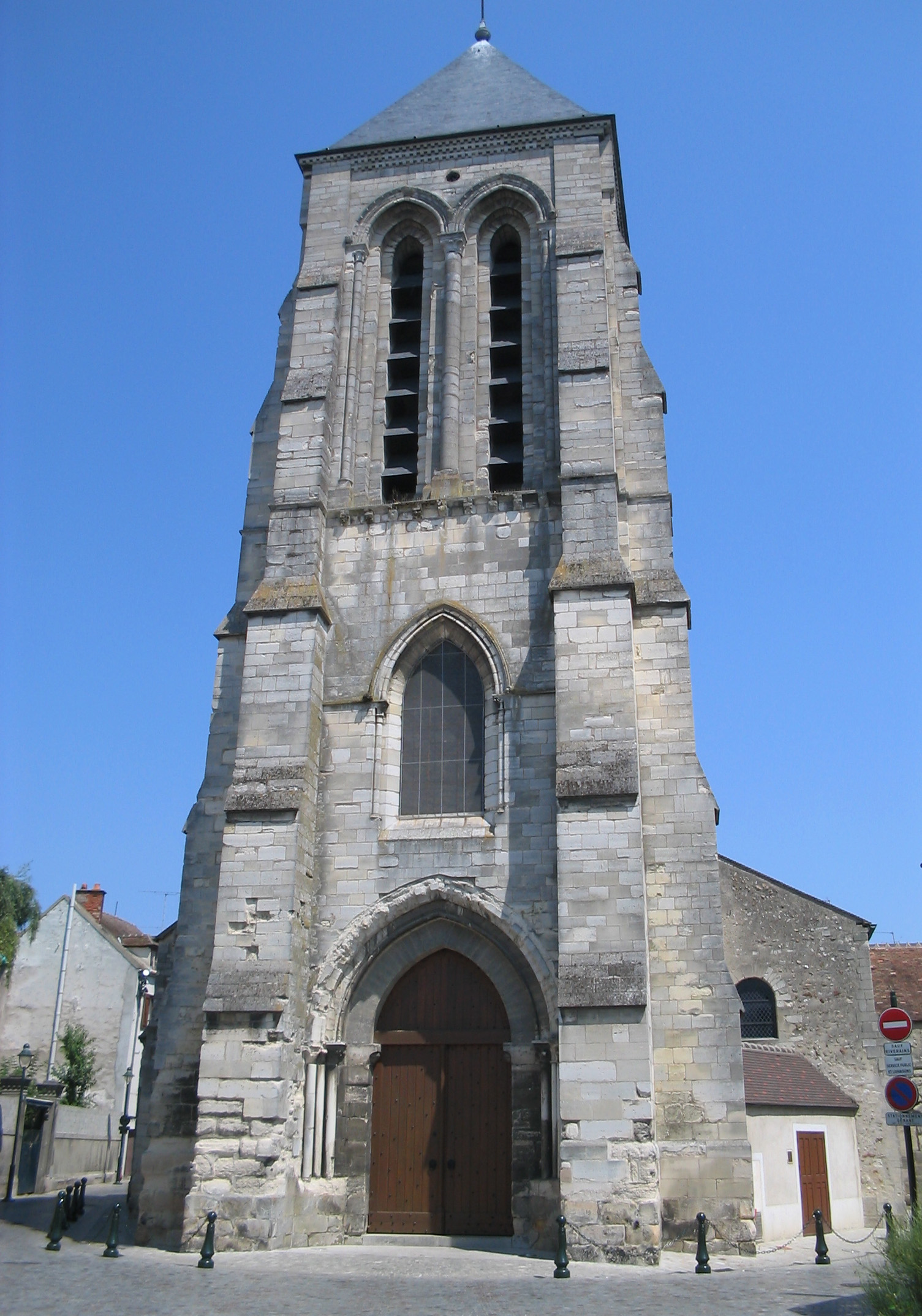
Собор святого Экзюперия, Корбей-Эссон

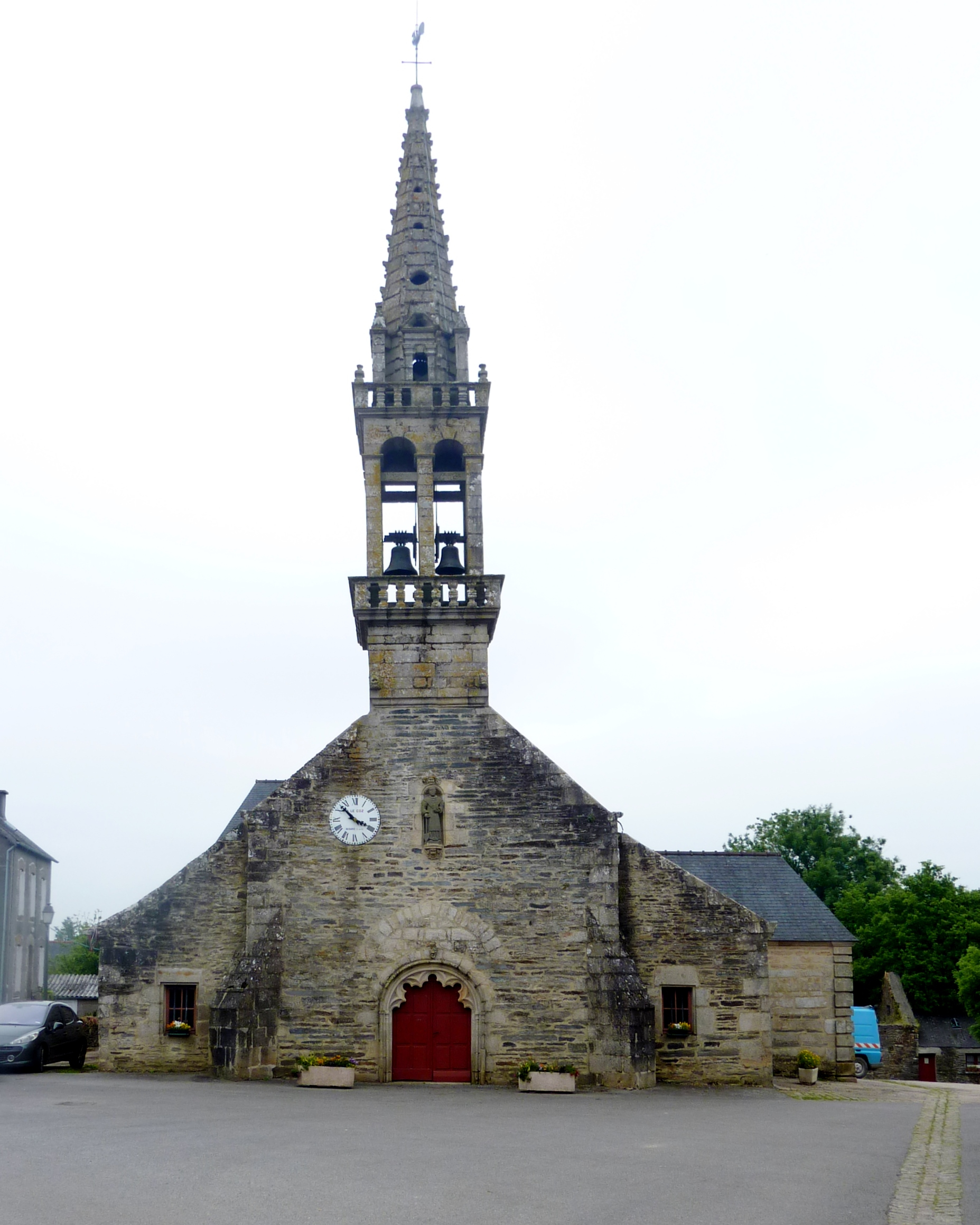
Сан-Туа: приходской храм святого Экзюперия

О жизни святого Экзюперия, или Спирия, известно мало. Согласно преданию, он родился в Риме в богатой и благородной семье и был отправлен на проповедь в Бессен папой римским Климентом I ещё в I веке. Однако, скорее всего, эти легенды недостоверны и деятельность Экзюперия должна датироваться второй половиной IV века.
Считается, что он сражался с идолопоклонниками, которые поклонялись в лесу, покрывающем гору Фаунус (Phaunus), к западу от Байё. Среди чудес, приписываемых святому Экзюперию, называют избавление от семи злых демонов молитвой, что привело к многочисленным обращениям в христианство, в том числе к тому, что христианином стал его будущий преемник Регноберт из Байё (Regnobert). Святой Экзюперий, по преданию, имел славу чудесного целителя в Бессене, что привлекало многих людей в его часовню. Он снова избавил местных жителей от семи демонов зла, что привело к новой волне обращений, в том числе святого Зенона из Байё, которого он сделал архидиаконом.
Во время нашествия викингов мощи святого были перенесены из Байё в Корбей-Эсон, где в его честь был освящён собор. В связи с этим святого Спира иногда называют епископом Корбея, иначе Корболиума (Corbolium).
Как святого Диспара (Dispar), или Испара (Ispar), святого Экзюперия почитают в Бретани, в частности, в Дино и в Сен-Туа, Финистер.